# Bjelovješki sporazum
Bjelovješki sporazum ↓bilj. (ruski: Беловежские соглашения, bjeloruski: Белавежскае пагадненне, ukrajinski: Біловезькі угоди) jesu međunarodni sporazumi kojima je službeno proglašeno raspuštanje Saveza Sovjetskih Socijalističkih Republika te uspostavljanje Zajednica neovisnih država na njegovo mjesto, kao nasljednički entitet. Sporazumi su potpisani 8. prosinca 1991., u Dači pokraj grada Viskulija, u Bjelovješkoj šumi u Bjelorusiji. Sporazum su potpisali politički vođe triju od četiri republike osnivačice Sporazuma o stvaranju SSSR-a iz 1922. godine. Ti predstavnici su: 
- Boris Jeljcin u svojstvu predsjednika Rusije i Genadij Burbilis u svojstvu zamjenika premijera Rusije[3]
- Leonid Kravčuk u svojstvu predsjednika Ukrajine i Vitold Fokin u svojstvu premijera Ukrajine[3]
- Predsjednik parlamenta Bjelorusije Stanislav Šuškevič i premijer Bjelorusije Vjačeslav Kebič[3]

## Posljedice
Dana 12. prosinca 1991. Vrhovni savjet Saveza Sovjetskih Socijalističkih Republika službeno je ratificirao dokument. Dana 21. prosinca osam preostalih sovjetskih republika pristupilo je Zajednici neovisnih država, potpisujući Alma-Atsku deklaraciju. Tri baltičke države koje su težile pristupanju Europskoj Uniji, kao i Gruzija, odbile su pristupiti ZND-u. Izvornici dokumenata od 2013. godine smatraju se nestalima, prema objavi izvršnoga odbora ZND-a sa sjedištem u Minsku, u kojemu su se do tada čuvali dokumenti.